# Schermberg
Schermberg är ett berg i Österrike.   Det ligger i distriktet Gmunden och förbundslandet Oberösterreich, i den centrala delen av landet, 180 km väster om huvudstaden Wien. Toppen på Schermberg är 2 396 meter över havet.
Terrängen runt Schermberg är bergig österut, men västerut är den kuperad. Runt Schermberg är det ganska glesbefolkat, med 40 invånare per kvadratkilometer.. Närmaste större samhälle är Micheldorf in Oberösterreich, 19,0 km norr om Schermberg. 
I omgivningarna runt Schermberg växer i huvudsak blandskog.